# César Barrera Bazán
César Antonio Barrera Bazán (Comandante Noel, 23 de julio de 1946) es un profesor, abogado y político peruano. Fue diputado desde julio de 1985 hasta abril de 1992 y secretario general del SUTEP en 2 ocasiones.

## Biografía
Nació en el distrito de Comandante Noel, ubicado en la provincia de Casma del departamento de Áncash, el 23 de julio de 1946.
Entre 1965 y 1970, fue alumno de la Universidad Nacional San Luis Gonzaga de Ica donde se graduó como profesor. Luego, entre 1971 y 1975. estudió la carrera de Derecho en la Universidad Nacional Mayor de San Marcos sin culminarla.

## Carrera política
Durante el año 1969, Barrera fue miembro del Partido Comunista Peruano y en 1974, de la coalición Izquierda Unida liderada por Alfonso Barrantes. Asimismo, fue secretario general del Sindicato Único de Trabajadores de la Educación del Perú (SUTEP) en 2 oportunidades (1975-1978 y 1981-1984) además de ocupar distintos cargos gremiales en esos años.
Su carrera política se inició en las elecciones parlamentarias de 1980, donde fue candidato a la Cámara de Diputados por la Unión de Izquierda Revolucionaria, sin embargo, no resultó elegido.

### Diputado por Lima
En las elecciones de 1985, Barrera postuló nuevamente como miembro de Izquierda Unida y logró ser elegido como diputado, obteniendo 54,423 votos, para el periodo parlamentario 1985-1990.
Fue reelegido en las elecciones de 1990 con 16,107 votos para el periodo 1990-1995. En 1991, Barrera fue elegido como primer vicepresidente de la Cámara de Diputado bajo la presidencia de Roberto Ramírez del Villar. Sin embargo, su cargo luego fue disuelto el 5 de abril de 1992 tras el nefasto autogolpe de estado decretado por el presidente Alberto Fujimori. Durante el golpe de Estado, Barrera Bazán estuvo encarcelado por el régimen fujimorista donde un grupo de la Marina de Guerra del Perú ingresaron a su domicilio en Comas y lo mantuvieron encerrado en un buque marino, sin embargo, llegó a ser absuelto.
Durante las elecciones parlamentarias de 1995, intentó nuevamente volver al Congreso de la República por Izquierda Unida sin éxito y de igual manera en las elecciones parlamentarias del 2006 por el Movimiento Nueva Izquierda.
Participó en el megajuicio contra el exrpresidente Alberto Fujimori como testigo del autogolpe de estado realizado el 5 de abril de 1992, donde declaró acerca de su secuestro por efectivos de la Marina de Guerra, en momentos que escuchaba el mensaje presidencia, y que permaneció encarcelado en el Buque de la Armada Peruana Elías Aguirre.
Actualmente es líder y miembro del partido Patria Roja, donde también formó parte de Juntos por el Perú desde 2017 hasta 2021.